# Arlington, Free State
Arlington este un oraș din Africa de Sud.